# Interrail (dokumentarfilm)
Interrail er en dansk virksomhedsfilm fra 1986, der er instrueret af Tina Rud Mogensen efter manuskript af hende selv og Lars Hesselholdt.

## Handling
Denne artikel mangler et handlingsreferat. Hjælp os med at skrive det.